# Ерік Дазе
Ерік Дазе (фр. Éric Dazé, нар. 2 липня 1975, Монреаль) — колишній канадський хокеїст, що грав на позиції крайнього нападника. Грав за збірну команду Канади.
Провів понад 600 матчів у Національній хокейній лізі. 

## Ігрова кар'єра
Хокейну кар'єру розпочав 1990 року.
1993 року був обраний на драфті НХЛ під 90-м загальним номером командою «Чикаго Блекгокс». 
Усю професійну клубну ігрову кар'єру, що тривала 12 років, провів, захищаючи кольори команди «Чикаго Блекгокс».
Загалом провів 638 матчів у НХЛ, включаючи 37 ігор плей-оф Кубка Стенлі.
Виступав за збірну Канади.

## Нагороди та досягнення
- Чемпіон світу серед молодіжних команд — 1995.
- Учасник матчу усіх зірок НХЛ — 2002.

## Статистика

### Клубні виступи
| Сезон          | Клуб              | Ліга           | Регулярний сезон | Регулярний сезон | Регулярний сезон | Регулярний сезон | Регулярний сезон | Плей-оф | Плей-оф | Плей-оф | Плей-оф | Плей-оф |
| Сезон          | Клуб              | Ліга           | І                | Г                | П                | О                | ШХ               | І       | Г       | П       | О       | ШХ      |
| -------------- | ----------------- | -------------- | ---------------- | ---------------- | ---------------- | ---------------- | ---------------- | ------- | ------- | ------- | ------- | ------- |
| 1990–91        | «Лаваль Регентс»  | QAHA           | 30               | 25               | 20               | 45               | 30               | —       | —       | —       | —       | —       |
| 1991–92        | «Лаваль Регентс»  | QAAA           | 35               | 30               | 29               | 59               | 40               | 12      | 8       | 10      | 18      | 8       |
| 1991–92        | «Галл Олімпік»    | ГЮХЛК          | 1                | 0                | 0                | 0                | 0                | —       | —       | —       | —       | —       |
| 1992–93        | «Галл Олімпік»    | ГЮХЛК          | 55               | 13               | 19               | 32               | 14               | —       | —       | —       | —       | —       |
| 1992–93        | «Бопор Гарфенгс»  | ГЮХЛК          | 13               | 6                | 17               | 23               | 10               | —       | —       | —       | —       | —       |
| 1993–94        | «Бопор Гарфенгс»  | ГЮХЛК          | 66               | 59               | 48               | 107              | 31               | 15      | 16      | 8       | 24      | 2       |
| 1994–95        | «Бопор Гарфенгс»  | ГЮХЛК          | 57               | 54               | 45               | 99               | 20               | 16      | 9       | 12      | 21      | 23      |
| 1994–95        | «Чикаго Блекгокс» | НХЛ            | 4                | 1                | 1                | 2                | 2                | 16      | 0       | 1       | 1       | 4       |
| 1995–96        | «Чикаго Блекгокс» | НХЛ            | 80               | 30               | 23               | 53               | 18               | 10      | 3       | 5       | 8       | 0       |
| 1996–97        | «Чикаго Блекгокс» | НХЛ            | 71               | 22               | 19               | 41               | 16               | 6       | 2       | 1       | 3       | 2       |
| 1997–98        | «Чикаго Блекгокс» | НХЛ            | 80               | 31               | 11               | 42               | 22               | —       | —       | —       | —       | —       |
| 1998–99        | «Чикаго Блекгокс» | НХЛ            | 72               | 22               | 20               | 42               | 22               | —       | —       | —       | —       | —       |
| 1999–00        | «Чикаго Блекгокс» | НХЛ            | 59               | 23               | 13               | 36               | 28               | —       | —       | —       | —       | —       |
| 2000–01        | «Чикаго Блекгокс» | НХЛ            | 79               | 33               | 24               | 57               | 16               | —       | —       | —       | —       | —       |
| 2001–02        | «Чикаго Блекгокс» | НХЛ            | 82               | 38               | 32               | 70               | 36               | 5       | 0       | 0       | 0       | 2       |
| 2002–03        | «Чикаго Блекгокс» | НХЛ            | 54               | 22               | 22               | 44               | 14               | —       | —       | —       | —       | —       |
| 2003–04        | «Чикаго Блекгокс» | НХЛ            | 19               | 4                | 7                | 11               | 0                | —       | —       | —       | —       | —       |
| 2004–05        | Локаут            | —              | —                | —                | —                | —                | —                | —       | —       | —       | —       | —       |
| 2005–06        | «Чикаго Блекгокс» | НХЛ            | 1                | 0                | 0                | 0                | 2                | —       | —       | —       | —       | —       |
| Усього в НХЛ   | Усього в НХЛ      | Усього в НХЛ   | 601              | 226              | 172              | 398              | 176              | 37      | 5       | 7       | 12      | 8       |
| Усього в ГЮХЛК | Усього в ГЮХЛК    | Усього в ГЮХЛК | 192              | 132              | 129              | 261              | 75               | 31      | 25      | 20      | 45      | 25      |

### Збірна
| Рік                      | Команда                  | Турнір                   | Місце                    | І | Г | П | О  | ШХ |
| ------------------------ | ------------------------ | ------------------------ | ------------------------ | - | - | - | -- | -- |
| 1995                     | Канада                   | МЧС                      | 1                        | 7 | 8 | 2 | 10 | 0  |
| 1998                     | Канада                   | ЧС                       | 6-е                      | 3 | 1 | 4 | 5  | 0  |
| 1999                     | Канада                   | ЧС                       | 4-е                      | 2 | 0 | 1 | 1  | 0  |
| Молодіжна збірна разом   | Молодіжна збірна разом   | Молодіжна збірна разом   | Молодіжна збірна разом   | 7 | 8 | 2 | 10 | 0  |
| Національна збірна разом | Національна збірна разом | Національна збірна разом | Національна збірна разом | 5 | 1 | 5 | 6  | 0  |